# Willem de Pannemaker

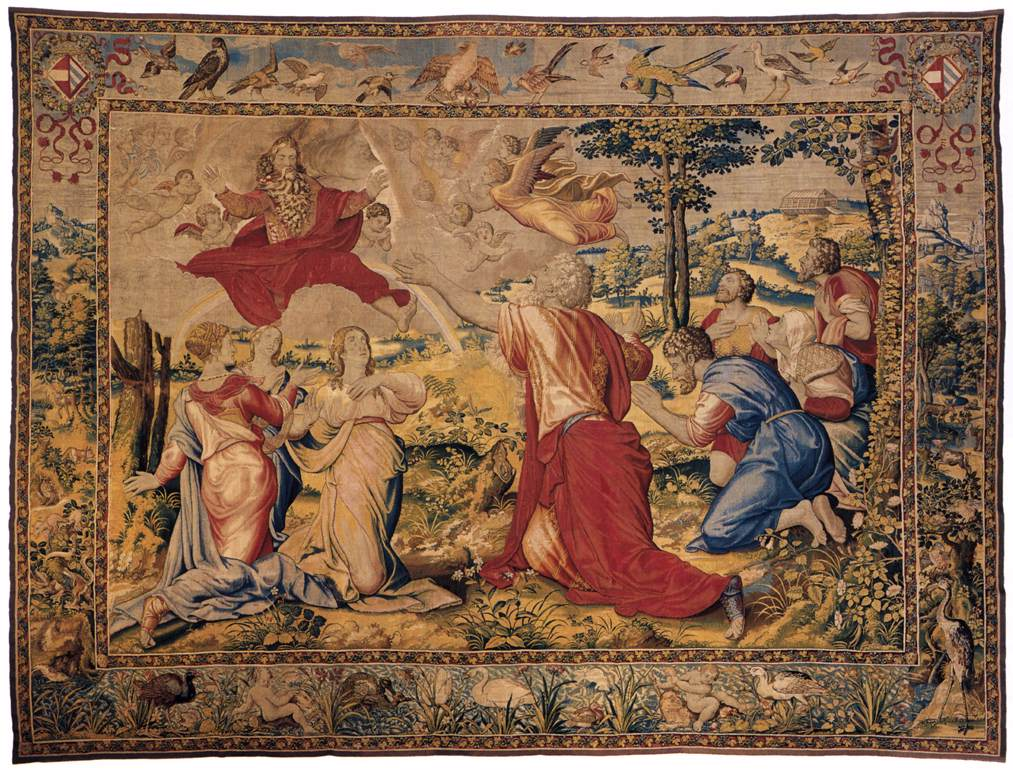
Tapiz de Willem de Pannemaker de grandes dimensiones (430 cm x 560 cm). Rijksmuseum (Ámsterdam).

Willem de Pannemaker fue un tejedor que permaneció activo entre los años 1535 y 1578 en Bruselas. Realizó a lo largo de su vida famosos tapices destinados a papas, reyes y aristócratas. Se desconocen el lugar y la fecha exactos de su nacimiento y de su muerte. 

## Biografía y obra
Fue uno de los miembros más destacados de la familia de los Pannemaker, que en la ciudad de Bruselas recibía diferentes pedidos destinados a los papas y miembros de las casas reales europeas, muchos de ellos encargados por los Habsburgo.  
En su taller se realizaron diferentes tapices, como la serie sobre la Conquista de Túnez por Carlos V que se encuentra expuesta en el Alcázar de Sevilla y la Real Armería del Palacio de Oriente de Madrid.  
También produjo una colección de ocho tapices sobre tema mitológico encargada por Juan de la Cerda, IV Duque de Medinaceli y Gobernador de los Países Bajos entre 1571 y 1573, que relatan los amores del dios Mercurio, hijo de Júpiter, con Herse, hija del rey del Ática. Este conjunto, titulado Los amores de Mercurio y Herse, se dispersó a principio del siglo XX y actualmente se encuentra distribuido entre el Museo del Prado,  casa de Alba, casa de Medinaceli, duquesa de Cardona y Museo Metropolitano de Nueva York. De manera excepcional, la serie se reunió en una exposición en el Prado en 2010.
Una serie de tres tapices sobre la batalla de Jemmingen, acaecida en 1568, se conserva en el Palacio de Liria de Madrid (colección Casa de Alba). La Generalidad de Cataluña posee tres series de ocho tapices de Pannemaker adquiridos en 1580.